# Список наград и номинаций сериала «Ванда/Вижн»
«Ва́нда/Вижн» (англ. WandaVision) — американский телевизионный мини-сериал, созданный и основанный на персонажах Ванде Максимофф / Алой Ведьме и Вижне от издания Marvel Comics. Мини-сериал был снят компанией Marvel Studios и распространяется компанией Walt Disney Studios Motion Pictures. Является первым телесериалом в медиафраншизе «Кинематографическая вселенная Marvel» (КВМ). Режиссёром мини-сериала выступил Мэтт Шекман, главным сценаристом выступила Жак Шеффер. В мини-сериале приняли участие актёры Элизабет Олсен и Пол Беттани в ролях Ванды Максимофф и Вижна из фильмов КВМ, а также Дебра Джо Рапп, Фред Меламед, Кэтрин Хан, Тейона Паррис, Рэндалл Парк, Кэт Деннингс и Эван Питерс. Мини-сериал отдаёт дань уважения прошлым ситкомам, где Ванда и Вижн живут в реальности, которая переносит их через телевизионные образы различных десятилетий.
Премьера мини-сериала «Ванда/Вижн» состоялась 15 января 2021 года на стриминговом сервисе Disney+. Мини-сериал транслировался до 5 марта 2021 года, став первым проектом Четвёртой фазы КВМ. На сайте-агрегаторе рецензий Rotten Tomatoes мини-сериал получил рейтинг одобрения 91 % на основе 416 отзывов со средней оценкой 7,8/10.
Мини-сериал был удостоен множества наград и номинаций в различных категориях, в том числе он получил две номинации премии «Золотой глобус», восемь номинаций  Прайм-таймовой премии «Эмми», три номинации премии «Сатурн» и смог победить в одной из номинаций премии «Спутник». При этом мини-сериал смог победить в трёх номинациях из пяти Суперпремии «Выбор критиков», а также получил премии «Харви» и «Небьюла». Особое признание получили актёрская игра (в основном Элизабет Олсен и Кэтрин Хан), режиссура, сценарии и саундтрек.

## Награды и номинации
| Награда                                                | Дата вручения           | Категория                                                                                                 | Получатель(-и) | Результат | Прим.         |
| ------------------------------------------------------ | ----------------------- | --- | --- | --------- | ------------- |
| Американский институт киноискусства                    | 7 января 2022           | «Телевизионные программы года»                                                                            | «Ванда/Вижн» | Победа    | [ 15 ]        |
| «Энни»                                                 | 12 марта 2022           | «Лучший анимационный телевизионный рекламный ролик»                                                       | Последовательность титров эпизода «Don't Touch That Dial» | Номинация | [ 16 ]        |
| Премия Гильдии художников-постановщиков США            | 5 марта 2022            | «Выдающиеся достижения в области дизайна телевизионного фильма или ограниченного сериала»                 | Марк Фридберг | Победа    | [ 17 ]        |
| Американское общество специалистов по кастингу         | 23 марта 2022           | «Ограниченная серия»                                                                                      | Сара Хелли Финн, Джейсон Б. Стэми, Тара Фельдштейн Беннетт (кастинг локаций), Чейз Пэрис (кастинг локаций), Джинус Роулинг (партнёр) | Номинация | [ 18 ]        |
| Black Reel Awards                                      | 15 августа 2021         | «Выдающаяся актриса второго плана в телефильме или мини-сериале»                                          | Тейона Паррис | Номинация | [ 19 ]        |
| BMI Film & TV Awards                                   | 11 мая 2022             | «Награды BMI за потоковые сериалы»                                                                        | Кристен Андерсон-Лопес и Роберт Лопес | Победа    | [ 20 ]        |
| Общество киноакустики                                  | 19 марта 2022           | «Выдающиеся достижения в области микширования звука для телевизионного фильма или мини-сериала»           | Кристофер Джайлс, Даниэль Дюпре, Кейси Стоун, Док Кейн и Фрэнк Ринелла (за эпизод «Previously On») | Номинация | [ 21 ]        |
| Общество киноакустики                                  | 19 марта 2022           | «Выдающиеся достижения в области микширования звука для телевизионного фильма или мини-сериала»           | Кристофер Джайлс, Майкл Пиотровски, Даниэль Дюпре, Кейси Стоун, Док Кейн и Малкольм Файф (за эпизод «The Series Finale») | Номинация | [ 21 ]        |
| Clio Entertainment Awards                              | 14 декабря 2021         | «Телевидение/стриминг: Смешанная видеопромо-кампания»                                                     | Творческая кампания «Ванда/Вижн» | Победа    | [ 22 ]        |
| Clio Entertainment Awards                              | 14 декабря 2021         | «Телевидение/стриминг: Интегрированная кампания»                                                          | Маркетинговая кампания «Ванда/Вижн» | Победа    | [ 23 ]        |
| Clio Music Awards                                      | 10 июня 2021            | «Использование музыки в телевизионных трейлерах/тизерах»                                                  | Трейлер «Homecoming» | Победа    | [ 24 ]        |
| Гильдия художников по костюмам                         | 9 марта 2022            | «Выдающиеся достижения в периодическом телевидении»                                                       | Мэйс К. Рубео (за эпизод «Filmed Before a Live Studio Audience») | Номинация | [ 25 ]        |
| Суперпремия «Выбор критиков»                           | 17 марта 2022           | «Лучший сериал о супергероях»                                                                             | «Ванда/Вижн» | Победа    | [ 26 ]        |
| Суперпремия «Выбор критиков»                           | 17 марта 2022           | «Лучший актёр в сериале о супергероях»                                                                    | Пол Беттани | Номинация | [ 26 ]        |
| Суперпремия «Выбор критиков»                           | 17 марта 2022           | «Лучшая актриса в сериале о супергероях»                                                                  | Кэтрин Хан | Номинация | [ 26 ]        |
| Суперпремия «Выбор критиков»                           | 17 марта 2022           | «Лучшая актриса в сериале о супергероях»                                                                  | Элизабет Олсен | Победа    | [ 26 ]        |
| Суперпремия «Выбор критиков»                           | 17 марта 2022           | «Лучший злодей в сериале»                                                                                 | Кэтрин Хан | Победа    | [ 26 ]        |
| Выбор телевизионных критиков                           | 13 марта 2022           | «Лучший мини-сериал»                                                                                      | «Ванда/Вижн» | Номинация | [ 27 ]        |
| Выбор телевизионных критиков                           | 13 марта 2022           | «Лучшая мужская роль в мини-сериале»                                                                      | Пол Беттани | Номинация | [ 27 ]        |
| Выбор телевизионных критиков                           | 13 марта 2022           | «Лучшая женская роль в мини-сериале»                                                                      | Элизабет Олсен | Номинация | [ 27 ]        |
| Выбор телевизионных критиков                           | 13 марта 2022           | «Лучшая женская роль второго плана в мини-сериале»                                                        | Кэтрин Хан | Номинация | [ 27 ]        |
| Премия Гильдии режиссёров Америки                      | 10 апреля 2021          | «Выдающаяся режиссура мини-сериала или телефильма»                                                        | Мэтт Шекман | Номинация | [ 28 ]        |
| Dorian Awards                                          | 29 августа 2021         | «Лучшее телевизионное выступление»                                                                        | Элизабет Олсен | Номинация | [ 29 ]        |
| Dorian Awards                                          | 29 августа 2021         | «Лучшая роль второго плана на телевидении»                                                                | Кэтрин Хан | Победа    | [ 29 ]        |
| Dorian Awards                                          | 29 августа 2021         | «Лучшее музыкальное выступление на телевидении»                                                           | «Agatha All Along», исполнитель — Кэтрин Хан | Победа    | [ 29 ]        |
| Dorian Awards                                          | 29 августа 2021         | «Самое яркое визуальное шоу»                                                                              | «Ванда/Вижн» | Победа    | [ 29 ]        |
| Dorian Awards                                          | 29 августа 2021         | «Самое забавное телешоу»                                                                                  | «Ванда/Вижн» | Номинация | [ 29 ]        |
| «Дракон»                                               | 5 сентября 2021         | «Лучший научно-фантастический или фэнтезийный телесериал»                                                 | «Ванда/Вижн» | Номинация | [ 30 ]        |
| «Золотой глобус»                                       | 9 января 2022           | «Лучшая мужская роль в мини-сериале или телефильме»                                                       | Пол Беттани | Номинация | [ 31 ]        |
| «Золотой глобус»                                       | 9 января 2022           | «Лучшая женская роль в мини-сериале или телефильме»                                                       | Элизабет Олсен | Номинация | [ 31 ]        |
| «Золотой трейлер»                                      | 22 июля 2021            | «Лучшее приключенческое фэнтези для телевизионного/стримингового сериала (трейлер/тизер/ТВ-ролик)»        | «Believe» (Level Up AV) | Номинация | [ 32 ]        |
| «Золотой трейлер»                                      | 22 июля 2021            | «Лучшая музыка для телевизионного/потокового сериала (трейлер/тизер/ТВ-ролик)»                            | «Believe» (Level Up AV) | Номинация | [ 32 ]        |
| «Золотой трейлер»                                      | 22 июля 2021            | «Самый оригинальный телевизионный ролик/трейлер/тизер сериала»                                            | «Believe» (Level Up AV) | Победа    | [ 32 ]        |
| «Золотой трейлер»                                      | 22 июля 2021            | «Самый оригинальный телевизионный ролик/трейлер/тизер сериала»                                            | «New Era» (MOCEAN) | Номинация | [ 32 ]        |
| «Грэмми»                                               | 3 апреля 2022           | «Лучшая песня, написанная для визуальных медиа»                                                           | Кристен Андерсон-Лопес и Роберт Лопес (за «Agatha All Along») | Номинация | [ 33 ]        |
| «Харви»                                                | 8 октября 2021          | «Лучшая адаптация комикса»                                                                                | «Ванда/Вижн» | Победа    | [ 34 ]        |
| Телевизионные награды Голливудской ассоциации критиков | 29 августа 2021         | «Лучший потоковый ограниченный сериал, сериал-антология или телефильм в реальном времени»                 | «Ванда/Вижн» | Победа    | [ 35 ]        |
| Телевизионные награды Голливудской ассоциации критиков | 29 августа 2021         | «Лучший актёр в ограниченном сериале, сериале-антологии или телефильме»                                   | Пол Беттани | Номинация | [ 35 ]        |
| Телевизионные награды Голливудской ассоциации критиков | 29 августа 2021         | «Лучшая актриса в ограниченном сериале, сериале-антологии или телефильме»                                 | Элизабет Олсен | Номинация | [ 35 ]        |
| Телевизионные награды Голливудской ассоциации критиков | 29 августа 2021         | «Лучший актёр второго плана в ограниченном сериале, сериале-антологии или телефильме»                     | Рэндалл Парк | Номинация | [ 35 ]        |
| Телевизионные награды Голливудской ассоциации критиков | 29 августа 2021         | «Лучшая актриса второго плана в ограниченном сериале, сериале-антологии или телефильме»                   | Кэт Деннингс | Номинация | [ 35 ]        |
| Телевизионные награды Голливудской ассоциации критиков | 29 августа 2021         | «Лучшая актриса второго плана в ограниченном сериале, сериале-антологии или телефильме»                   | Кэтрин Хан | Победа    | [ 35 ]        |
| Телевизионные награды Голливудской ассоциации критиков | 29 августа 2021         | «Лучшая актриса второго плана в ограниченном сериале, сериале-антологии или телефильме»                   | Тейона Паррис | Номинация | [ 35 ]        |
| Hollywood Music in Media Awards                        | 17 ноября 2021          | «Лучшая оригинальная музыкальная композиция в телешоу/мини-сериале»                                       | Кристоф Бек | Номинация | [ 36 ]        |
| Профессиональная Голливудская ассоциация               | 18 ноября 2021          | «Выдающаяся цветокоррекция на телевидении»                                                                | Мэтт Уотсон (за эпизод «Previously On») | Победа    | [ 37 ]        |
| Профессиональная Голливудская ассоциация               | 18 ноября 2021          | «Выдающиеся визуальные эффекты на телевидении (менее 13 эпизодов)»                                        | Марион Спейтс, Сюзанна Фостер, Р. Мэтт Смит, Саймон Твайн, Фрэнки Стеллато (за эпизод «The Series Finale») | Номинация | [ 37 ]        |
| «Хьюго»                                                | 4 сентября 2022         | «Лучшая постановка»                                                                                       | Питер Камерон, Маккензи Дор, Лора Донни, Бобак Эсфарджани, Меган Макдоннелл, Жак Шеффер, Кэмерон Сквайрс, Гретхен Эндерс, Чак Хейворд и Мэтт Шакман | Номинация | [ 38 ]        |
| Международная Гильдия кинооператоров                   | 25 марта 2022           | «Премия Максвелла Вайнберга за рекламную кампанию на телевидении»                                         | Джон Писани | Номинация | [ 39 ]        |
| Премия IFTA в области кино и драмы                     | 4 июля 2021             | «Лучший VFX»                                                                                              | Эд Брюс и Джим О’Хаган | Номинация | [ 40 ]        |
| Премия Гильдии гримеров и парикмахеров                 | 19 февраля 2022         | «Лучший современный макияж»                                                                               | Триша Сойер и Василиос Танис | Номинация | [ 41 ]        |
| Премия Гильдии гримеров и парикмахеров                 | 19 февраля 2022         | «Лучший грим периода и/или персонажа»                                                                     | Триша Сойер, Василиос Танис, Регина Литтл и Джона Леви | Номинация | [ 41 ]        |
| Премия Гильдии гримеров и парикмахеров                 | 19 февраля 2022         | «Лучшая причёска периода и/или персонажа»                                                                 | Карен Бартек, Синди Уэллс, Никки Райт и Анна Куинн | Номинация | [ 41 ]        |
| Motion Picture Sound Editors                           | 13 марта 2022           | «Выдающиеся достижения в области звукового монтажа в мини-сериале или антологии»                          | Гвен Уиттл, Кимберли Фоскато, Стив Орландо, Скотт Гитто, Джон Борланд, Самсон Неслунд, Ричард Гулд, Анеле Ониквере, Джеймс Спенсер, Крис Гридли, Люк Данн Гилмуда, Фернан Бос, Том Крамер, Ронни Браун, Шелли Роден, Джон Рош (за эпизод «The Series Finale»)                  | Номинация | [ 42 ]        |
| MTV Millennial Awards                                  | 13 июля 2021            | «Убийственный сериал»                                                                                     | «Ванда/Вижн» | Победа    | [ 43 ]        |
| MTV Movie & TV Awards                                  | 16 мая 2021             | «Лучшее шоу»                                                                                              | «Ванда/Вижн» | Победа    | [ 44 ]        |
| MTV Movie & TV Awards                                  | 16 мая 2021             | «Лучшее выступление в шоу»                                                                                | Элизабет Олсен | Победа    | [ 44 ]        |
| MTV Movie & TV Awards                                  | 16 мая 2021             | «Лучший герой»                                                                                            | Тейона Паррис | Номинация | [ 44 ]        |
| MTV Movie & TV Awards                                  | 16 мая 2021             | «Лучший кинозлодей»                                                                                       | Кэтрин Хан | Победа    | [ 44 ]        |
| MTV Movie & TV Awards                                  | 16 мая 2021             | «Лучший бой»                                                                                              | Элизабет Олсен против Кэтрин Хан | Победа    | [ 44 ]        |
| MTV Movie & TV Awards                                  | 16 мая 2021             | «Лучший музыкальный момент»                                                                               | «Agatha All Along» | Номинация | [ 44 ]        |
| «Небьюла»                                              | 21 мая 2022             | «Лучшее драматическое представление»                                                                      | Питер Камерон, Маккензи Дор, Лора Донни, Бобак Эсфарджани, Меган Макдоннелл, Жак Шеффер, Кэмерон Сквайрс, Гретхен Эндерс, Чак Хейворд и Мэтт Шакман | Победа    | [ 45 ]        |
| Nickelodeon Kids’ Choice Awards                        | 9 апреля 2022           | «Любимое телешоу»                                                                                         | «Ванда/Вижн» | Номинация | [ 46 ]        |
| Nickelodeon Kids’ Choice Awards                        | 9 апреля 2022           | «Любимая телезвезда женского пола (семейная)»                                                             | Элизабет Олсен | Номинация | [ 46 ]        |
| People's Choice Awards                                 | 7 декабря 2021          | «Шоу 2021 года»                                                                                           | «Ванда/Вижн» | Номинация | [ 47 ]        |
| People's Choice Awards                                 | 7 декабря 2021          | «Женщина-телезвезда 2021 года»                                                                            | Элизабет Олсен | Номинация | [ 47 ]        |
| People's Choice Awards                                 | 7 декабря 2021          | «Женщина-телезвезда 2021 года»                                                                            | Кэтрин Хан | Номинация | [ 47 ]        |
| People's Choice Awards                                 | 7 декабря 2021          | «Научно-фантастическое/фэнтезийное шоу 2021 года»                                                         | «Ванда/Вижн» | Номинация | [ 47 ]        |
| Прайм-тайм премия «Эмми» в области творческих искусств | 11-12 сентября 2021     | «Выдающийся кастинг для ограниченного или антологического сериала или фильма»                             | Сара Халли Финн и Джейсон Б. Стейми | Номинация | [ 48 ]        |
| Прайм-тайм премия «Эмми» в области творческих искусств | 11-12 сентября 2021     | «Выдающиеся костюмы в жанре фэнтези/научной фантастики»                                                   | Мэйс К. Рубео, Джозеф Фелтус, Дэниел Салон и Вирджиния Бертон (за эпизод «Filmed Before a Live Studio Audience») | Победа    | [ 48 ]        |
| Прайм-тайм премия «Эмми» в области творческих искусств | 11-12 сентября 2021     | «Выдающаяся парикмахерская работа»                                                                        | Карен Бартек, Синди Уэллс, Никки Райт, Анна Куинн и Ивонн Купка (за эпизод «Don't Touch That Dial») | Номинация | [ 48 ]        |
| Прайм-тайм премия «Эмми» в области творческих искусств | 11-12 сентября 2021     | «Выдающийся грим (непротезный)»                                                                           | Триша Сойер, Василиос Танис, Джона Леви и Регина Литтл (за эпизод «Filmed Before a Live Studio Audience») | Номинация | [ 48 ]        |
| Прайм-тайм премия «Эмми» в области творческих искусств | 11-12 сентября 2021     | «Выдающийся дизайн основного названия сериала»                                                            | Джон Лепор, Дуг Эпплтон, Ник Войталер и Алекс Руперт | Номинация | [ 48 ]        |
| Прайм-тайм премия «Эмми» в области творческих искусств | 11-12 сентября 2021     | «Выдающаяся музыкальная композиция для ограниченного или антологического сериала, фильма или спецвыпуска» | Кристоф Бек (за эпизод «Previously On») | Номинация | [ 48 ]        |
| Прайм-тайм премия «Эмми» в области творческих искусств | 11-12 сентября 2021     | «Лучшая оригинальная главная вступительная музыкальная тема»                                              | Кристен Андерсон-Лопес и Роберт Лопес | Номинация | [ 48 ]        |
| Прайм-тайм премия «Эмми» в области творческих искусств | 11-12 сентября 2021     | «Лучшая оригинальная музыка и слова»                                                                      | Кристен Андерсон-Лопес и Роберт Лопес (за «Agatha All Along») | Победа    | [ 48 ]        |
| Прайм-тайм премия «Эмми» в области творческих искусств | 11-12 сентября 2021     | «Лучшее музыкальное руководство»                                                                          | Дэйв Джордан и Шеннон Мерфи (за эпизод «Don't Touch That Dial») | Номинация | [ 48 ]        |
| Прайм-тайм премия «Эмми» в области творческих искусств | 11-12 сентября 2021     | «Выдающийся монтаж для ограниченного или антологического сериала или фильма»                              | Нона Ходай (за эпизод «On a Very Special Episode...») | Номинация | [ 48 ]        |
| Прайм-тайм премия «Эмми» в области творческих искусств | 11-12 сентября 2021     | «Выдающийся монтаж для ограниченного или антологического сериала или фильма»                              | Зин Бейкер, Майкл А. Уэббер, Тим Рош и Нона Ходай (за эпизод «The Series Finale») | Номинация | [ 48 ]        |
| Прайм-тайм премия «Эмми» в области творческих искусств | 11-12 сентября 2021     | «Выдающийся производственный дизайн для повествовательной программы (полчаса или меньше)»                 | Марк Уортингтон, Шэрон Дэвис и Кэти Орландо | Победа    | [ 48 ]        |
| Прайм-тайм премия «Эмми» в области творческих искусств | 11-12 сентября 2021     | «Выдающийся монтаж звука для ограниченного или антологического сериала, фильма или спецвыпуска»           | Гвендолин Йейтс Уиттл, Ким Фоскато, Джеймс Спенсер, Крис Гридли, Стив Орландо, Скотт Гитто, Джон Борланд, Самсон Неслунд, Ричард Гулд, Джордан Майерс, Люк Данн Гилмуда, Грег Питерсон, Фернан Бос, Анеле Оньеквере, Ронни Браун и Шелли Роден (за эпизод «The Series Finale») | Номинация | [ 48 ]        |
| Прайм-тайм премия «Эмми» в области творческих искусств | 11-12 сентября 2021     | «Выдающееся звуковое микширование для ограниченного или антологического сериала или фильма»               | Даниэль Дюпре, Крис Джайлс, Док Кейн и Кейси Стоун (за эпизод «The Series Finale») | Номинация | [ 48 ]        |
| Прайм-тайм премия «Эмми» в области творческих искусств | 11-12 сентября 2021     | «Выдающиеся специальные визуальные эффекты»                                                               | Тара демарко, Джеймс Александр, Сара Эйм, Сандра Балей, Дэвид Аллен, Марион Спэйтс, Стив Монкур, Жюльен Хери и Райан Фрир | Номинация | [ 48 ]        |
| Прайм-таймовая премия «Эмми»                           | 19 сентября 2021        | «Выдающийся ограниченный или антологический сериал»                                                       | Кевин Файги, Луис Д’Эспозито, Виктория Алонсо, Мэтт Шекман, Жак Шеффер, Мэри Ливанос, Тревор Уотерсон, Гретхен Эндерс и Чак Хейворд | Номинация | [ 49 ]        |
| Прайм-таймовая премия «Эмми»                           | 19 сентября 2021        | «Выдающаяся главная роль в ограниченном или антологическом сериале или фильме»                            | Пол Беттани | Номинация | [ 49 ]        |
| Прайм-таймовая премия «Эмми»                           | 19 сентября 2021        | «Выдающаяся главная женская роль в ограниченном или антологическом сериале или фильме»                    | Элизабет Олсен | Номинация | [ 49 ]        |
| Прайм-таймовая премия «Эмми»                           | 19 сентября 2021        | «Выдающаяся актриса второго плана в ограниченном или антологическом сериале или фильме»                   | Кэтрин Хан | Номинация | [ 49 ]        |
| Прайм-таймовая премия «Эмми»                           | 19 сентября 2021        | «Лучшая режиссура мини-сериала, фильма или драматической программы»                                       | Мэтт Шекман | Номинация | [ 49 ]        |
| Прайм-таймовая премия «Эмми»                           | 19 сентября 2021        | «Лучший сценарий мини-сериала, фильма или драматической программы»                                        | Жак Шеффер (за эпизод «Filmed Before a Live Studio Audience») | Номинация | [ 49 ]        |
| Прайм-таймовая премия «Эмми»                           | 19 сентября 2021        | «Лучший сценарий мини-сериала, фильма или драматической программы»                                        | Чак Хейворд и Питер Камерон (за эпизод «All-New Halloween Spooktacular!») | Номинация | [ 49 ]        |
| Прайм-таймовая премия «Эмми»                           | 19 сентября 2021        | «Лучший сценарий мини-сериала, фильма или драматической программы»                                        | Лаура Донни (за эпизод «Previously On») | Номинация | [ 49 ]        |
| Премия Гильдии продюсеров США                          | 20 марта 2022           | «Лучший телевизионный сериал ограниченного формата»                                                       | «Ванда/Вижн» | Номинация | [ 50 ]        |
| «Спутник»                                              | 2 апреля 2022           | «Лучший телевизионный сериал — жанр»                                                                      | «Ванда/Вижн» | Победа    | [ 51 ]        |
| «Спутник»                                              | 2 апреля 2022           | «Лучшая мужская роль в телевизионном музыкальном или комедийном сериале»                                  | Пол Беттани | Номинация | [ 51 ]        |
| «Сатурн»                                               | 25 октября 2022         | «Лучший телесериал в жанре фэнтези»                                                                       | «Ванда/Вижн» | Номинация | [ 52 ]        |
| «Сатурн»                                               | 25 октября 2022         | «Лучшая женская роль в потоковом телевизионном сериале»                                                   | Элизабет Олсен | Номинация | [ 52 ]        |
| «Сатурн»                                               | 25 октября 2022         | «Лучшая актриса второго плана в потоковом сериале»                                                        | Кэтрин Хан | Номинация | [ 52 ]        |
| Shorty Awards                                          | 26 апреля — 14 мая 2021 | «Лучшее общее представление в Instagram»                                                                  | Аккаунт «Ванда/Вижн» в Instagram | Победа    | [ 53 ]        |
| Награды Общества операторов                            | 11 апреля 2021          | «Оператор года и телевидения»                                                                             | Генрих Тирль | Номинация | [ 54 ]        |
| Премия Ассоциации телевизионных критиков               | 15 сентября 2021        | «Лучшая программа года»                                                                                   | «Ванда/Вижн» | Номинация | [ 55 ] [ 56 ] |
| Премия Ассоциации телевизионных критиков               | 15 сентября 2021        | «Выдающиеся достижения в области фильмов, мини-сериалов и специальных программ»                           | «Ванда/Вижн» | Номинация | [ 55 ] [ 56 ] |
| Премия Ассоциации телевизионных критиков               | 15 сентября 2021        | «Выдающаяся новая программа»                                                                              | «Ванда/Вижн» | Номинация | [ 55 ] [ 56 ] |
| Премия Ассоциации телевизионных критиков               | 15 сентября 2021        | «Индивидуальные достижения в драматическом искусстве»                                                     | Элизабет Олсен | Номинация | [ 55 ] [ 56 ] |
| TV Choice Awards                                       | 6 сентября 2021         | «Лучшая семейная драма»                                                                                   | «Ванда/Вижн» | Номинация | [ 57 ]        |
| USC Scripter Award                                     | 26 февраля 2022         | «Лучший адаптированный телевизионный сценарий»                                                            | Жак Шеффер (за эпизод «Filmed Before a Live Studio Audience») | Номинация | [ 58 ]        |
| Награды общества специалистов по визуальным эффектам   | 8 марта 2022            | «Выдающееся моделирование эффектов в эпизоде, рекламном ролике или проекте в реальном времени»            | «Vision's Destruction» – Сильвен Нуво, Хаким Харруш, Омар Меради, Лорен Место | Номинация | [ 59 ]        |
| Награды общества специалистов по визуальным эффектам   | 8 марта 2022            | «Выдающаяся комбинированная съёмка и освещение в эпизоде»                                                 | «Goodbye, Vision» – Дэвид Заретти, Бимпе Эллиум, Майкл Дуонг, Марк Паско | Номинация | [ 59 ]        |
| Награды общества специалистов по визуальным эффектам   | 8 марта 2022            | «Выдающаяся комбинированная съёмка и освещение в эпизоде»                                                 | «The Hex» – Дэвид Заретти, Бимпе Эллиум, Майкл Дуонг, Марк Паско | Номинация | [ 59 ]        |
| World Soundtrack Awards                                | 23 октября 2021         | «Телевизионный композитор года»                                                                           | Кристоф Бек | Номинация | [ 60 ]        |
| Премия Гильдии сценаристов США                         | 20 марта 2022           | «Телевидение: Длинная и адаптированная форма»                                                             | Питер Камерон, Маккензи Дор, Лора Донни, Бобак Эсфарджани, Меган Макдоннелл, Жак Шеффер, Кэмерон Сквайрс | Номинация | [ 61 ]        |

## Комментарии
1. ↑  У этой награды нет единственного победителя, признаётся несколько эпизодов.